# Hydrodesulfurizace
Hydrodesulfurizace je označení pro katalytické chemické procesy používané k odstraňování síry (S) ze zemního plynu a ropných produktů, jako jsou automobilový a letecký benzín, petrolej, motorová nafta a motorové oleje.
Odstraňováním síry se snižují emise oxidu siřičitého (SO2) vznikající spalováním těchto paliv. Odsiřování je také důležité z toho důvodu, že síra, i ve velmi malých množstvích, způsobuje otravu katalyzátorů založených na ušlechtilých kovech (platině a rheniu) při zpracování paliv za účelem zvyšování oktanového čísla.
Při průmyslových hydrodesulfurizatcích se používají zařízení na zachycování a odstraňování vznikajícího sulfanu (H2S). V ropných rafinériích se sulfan následně přemění na síru nebo kyselinu sírovou (H2SO4). Většina síry vyrobené ve světě je právě vedlejším produktem rafinování ropy a jiných procesů zpracovávajících uhlovodíky.

## Historie
Přestože již bylo známo několik podobných reakcí spočívajících v katalytických hydrogenacích organických sloučenin, tak schopnost niklu katalyzovat navazování vodíku na dvojné vazby uhlovodíků (ethenu, benzenu) objevil Paul Sabatier až v roce 1897. Objev, že alkeny lze přeměnit na alkany pomocí vodíku a katalyzujícího kovu, se stal základem katalytických hydrogenací.
Krátce poté zjistil německý chemik Wilhelm Normann, že katalytickými hydrogenacemi lze přeměnit nenasycené mastné kyseliny a tuky na nasycené. V roce 1902 získal patent v Německu a roku 1903 ve Velké Británii, což položilo základy průmyslovému využití hydrogenací.
Během 50. let 20. století bylo do průmyslu zavedeno zpracování ropy pomocí reakcí katalyzovaných ušlechtilými kovy a také katalytická hydrodesulfurizace ropných produktů. V následujících desetiletích se objevilo několik katalytických hydrodesulfurizačních procesů (jeden z nich je zobrazen na následujícím obrázku). V současnosti[kdy?] se hydrodesulfurizace (HDS) provádějí téměř ve všech ropných rafinériích.
V roce 2006 se začaly používat mikrofluidní HDS jednotky pro zpracování paliva JP-8 používaného v palivových článcích pro výrobu syntézního plynu. Následujícího roku byly uvedeny do provozu 5kW palivové články využívající tento proces.

## Přehled
Hydrogenace jsou chemické reakce spočívající v navazování vodíku. Jedním z jejich druhů jsou hydrogenolýzy, kdy se štěpí vazby C-X (C = uhlík, X = síra, dusík nebo kyslík). Výsledkem hydrogenolýzy je tvorba vazeb C-H a H-X; z tohoto důvodu patří hydrodesulfurizace mezi hydrogenolýzy.

## Průběh reakce
V průmyslovém hydrodesulfurizačním zařízení probíhá hydrodesulfurizace v reaktoru za teplot 300 až 400 °C a tlaků mezi 3 a 13 MPa, katalyzátorem je obvykle směs kobaltu a molybdenu nanesená na oxid hlinitý; občas se, u některých obtížně zpracovatelných surovin, například těch, které obsahují velké množství chemicky vázaného dusíku, přidává nikl s molybdenem.
Na následujícím obrázku je zjednodušeně zobrazeno vybavení používané v hydrodesulfurizačních jednotkách.

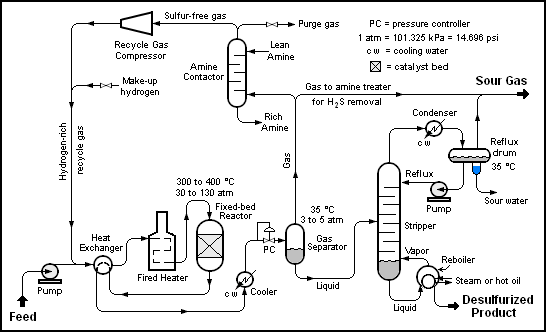
Znázornění hydrodesulfurizační jednotky v ropné rafinerii

Kapalina (ve spodní části diagramu) se pod vysokým tlakem s plynnou směsí obsahující velké množství vodíku. Vzniklá směs se předehřívá a poté projde pecí, kde se odpaří a zahřeje na potřebnou vysokou teplotu. Následně vstoupí do reaktoru, setká se s katalyzátorem a proběhne reakce.
Horké produkty se částečně ochladí ve výměníku tepla, který slouží k předehřívání vstupních surovin, proběhne další ochlazení vodou, a tlak se sníží na 0,3 taž 0,5 MPa. Takto vzniklá směs kapalin a plynů projde tlakovou nádobou za teploty 35 °C.
Vodík bez příměsi H2S se obnovuje. Přebytky plynů se smíchají se směsí vzniklou z kapalných produktů.
Kapalina z nádoby na oddělení plynů se předestiluje a vznikne tak výsledný odsířený produkt.
Směs plynů vzniklá hydrogenací obsahuje methan, ethan, sulfan, propan a menší množství butanu a těžších složek. Z této směsi se sulfan odstraní reakcemi s aminy a v řadě destilačních věží dojde k obnově propanu, butanu a těžších plynů. Zbytky vodíku, methanu, ethanu a malého množství propanu se použijí v rafinérii jako palivo. Sulfan se přeměňuje Clausovým procesem na elementární síru nebo spalováním na oxid siřičitý a následně na kyselinu sírovou.
Pokud vstupní surovina obsahuje alkeny, tak se mohou v plynu vycházejícím z HDS jednotky mohou vyskytovat také příměsi ethenu, propenu, butenů a pentenů, či těžších alkenů.

## Sloučeniny síry obsažené vropných produktech
Ropné produkty mohou obsahovat řadu různých organických sloučenin síry, například thioly, thiofeny, thioethery a organické disulfidy, vytvořené rozkladem biologických materiálů obsahujících síru v průběhu tvorby ropy.
Obsah sloučenin síry se musí snížit řádově na 10−4 %, nebo ještě níže, aby nedocházelo k otravě katalyzátorů používaných při rafinaci, které jsou založeny na přechodných kovech.

### Thiofeny
Jednou z běžnějších skupin sirných sloučenin v ropě jsou thiofeny; může jít o mnoho různých sloučenin, o vlastního thiofenu po kondenzované deriváty, jako jsou benzothiofeny a dibenzothiofeny. Thiofen a jeho alkylované deriváty se hydrogenolyzují snadněji, zatímco u dibenzothiofenů, zejména těch 4,6-disubstituovaných, je taková přeměna velmi obtížná. Benzothiofeny se z hlediska snadnosti provádění HDS nacházejí mezi jednoduchými thiofeny a dibenzothiofeny.

## Katalyzátory a mechanismy
Hlavními katalyzátory HDS jsou směsi sulfidu molybdeničitého (MoS2) s malými množstvími jiných kovů a jejich sloučenin. Vlastnosti katalytických míst jsou stále předmětem výzkumu, ale předpokládá se, že základní roviny struktury MoS2 na katalýzu nemají vliv a účastní se jí vrcholy nebo hrany krystalových mřížek. Na okrajích krystalů může molybdenové centrum stabilizovat koordinačně nenasycená místa. Substráty, jako jsou thiofeny, se navazují na tato místa a procházejí posloupnostmi reakcí, které mají za následek štěpení vazeb C-S a hydrogenace vazeb C=C. Vodík tak zajišťuje odštěpování sulfidových iontů, hydrogenace a hydrogenolýzy. Na následujícím obrázku se nachází zjednodušený diagram tohoto procesu:

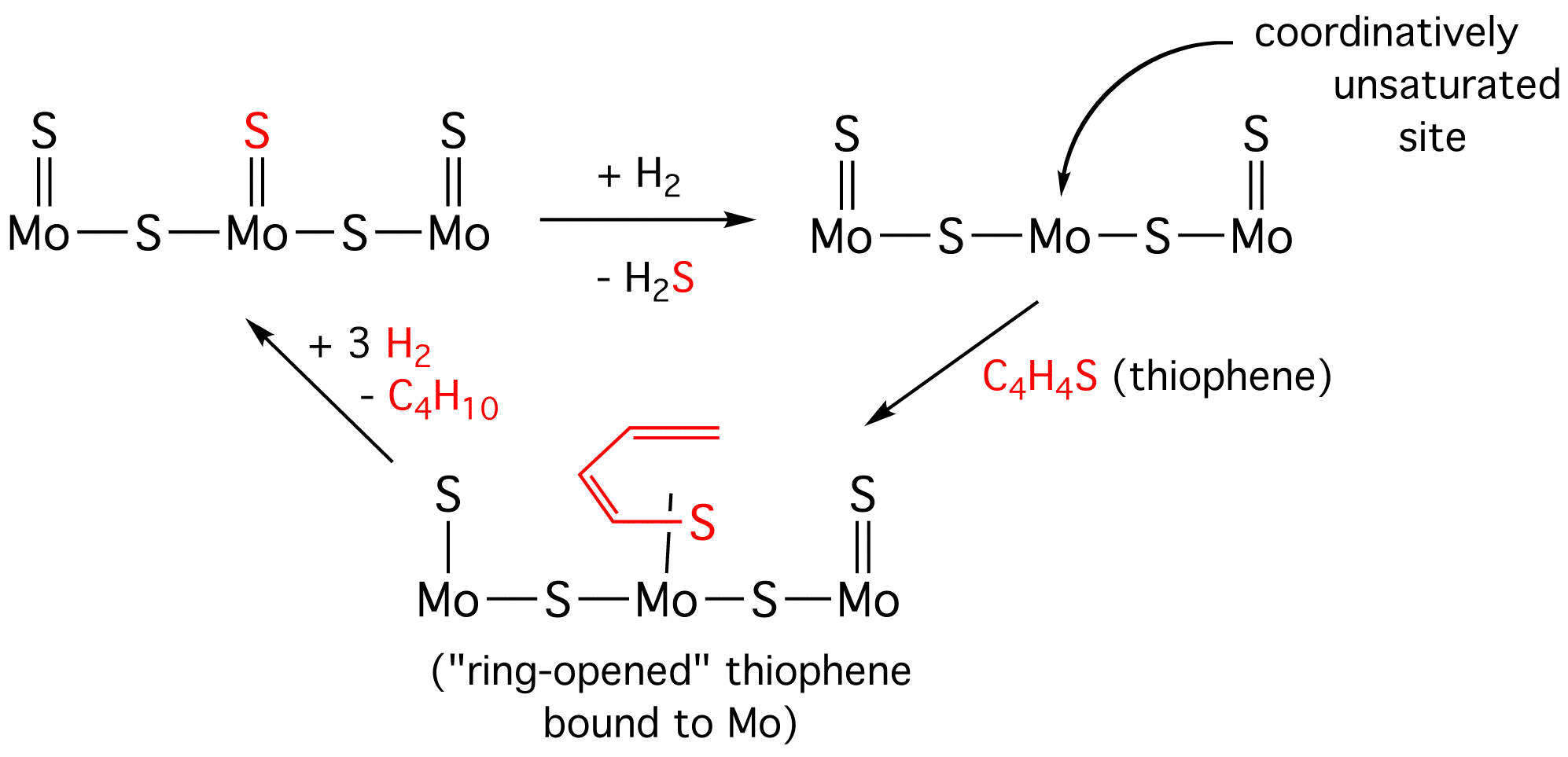
Zjednodušený diagram HDS thiofenu

### Katalyzátory
HDS může katalyzovat většina kovů, nejaktivnější jsou ty, které se nachází uprostřed řady přechodných kovů. Přestože se nevyužívá, tak se jako nejaktivnější katalyzátor tvořený jedinou sloučeninou jeví sulfid rutheničitý, vysokou aktivitu však mají i spojení kobaltu a molybdenu. Mimo základní katalyzátory tvořené MoS2 s přídavkem kobaltu, se také, v závislosti na složení vstupní suroviny, mohou používat nikl a wolfram; například katalyzátory založené na Ni a W jsou účinnější u hydrodenitrogenací.

### Podpůrné látky
Sulfidy kovů se nanášejí na materiály s velkými povrchy, jako je například γ-oxid hlinitý. Tyto podpůrné materiály umožňují lepší rozptýlení katalyzátoru, což zvyšuje podíl MoS2, který je katalyticky aktivní. Interakce mezi podpůrnými látkami a katalyzátory jsou předmětem intenzivního výzkumu, protože se tyto podpory často i zapojují do katalýzy.

## Ostatní použití
Hydrogenolýzy mají i jiná využití, než jsou hydrodesulfurizace.

### Hydrodenitrogenace
Hydrogenolýzy se také používají ke snižování obsahu dusíku, tyto procesy se označují jako hydrodenitrogenace (HDN). Průběh je podobný jako u HDS.
Řada souprav pro HDS provádí současně do určité míry i denitrogenace.

### Hydrogenace alkenů
Hydrogenolýzy mohou také sloužit k přeměně alkenů na alkany. Provedení je obdobné jako v případě hydrodesulfurizace.
Hydrogenolýzy lze použít na samotné převádění alkenů na alkany, případně na jeho spojení s odstraňováním síry a dusíku.

### Hydrogenace v potravinářství
V potravinářství slouží hydrogenace k částečné nebo úplné přeměně nenasycených mastných kyselin v rostlinných olejích na nasycené mastné kyseliny, čímž vznikají pevné tuky, jako například margaríny.